# Murillo (Familienname)
Murillo ist ein spanischer Familienname. Bekanntester Namensträger ist der spanische Barockmaler Murillo.

## Herkunft und Bedeutung
Murillo ist ein Wohnstättenname, der auf das lateinische murus (deutsch: Mauer) zurückgeht. Er bezeichnete also Personen, die an einer Mauer oder an einem Damm wohnten.

## Namensträger
- Alexander Murillo (* 2006), spanischer Fußballspieler
- Ander Murillo (* 1983), spanischer Fußballspieler
- André Murillo (* 1990), US-amerikanisch-deutscher Basketballspieler
- Bartolomé Esteban Murillo (1618–1682), spanischer Maler
- Carlos Murillo (* 1970), panamaischer Boxer
- Daniel Murillo (* 1982), US-amerikanischer Rockmusiker
- Dennis Murillo (* 1992), brasilianischer Fußballspieler
- Diego Murillo Bejarano (* 1961), kolumbianischer Paramilitär und Drogenhändler
- Elkin Murillo (* 1977), kolumbianischer Fußballspieler
- Evaristo Murillo (1922–2005), costa-ricanischer Fußballtorhüter
- Francisco Murillo Herrera (1878–1951), spanischer Kunsthistoriker
- Gerald Murillo, Geburtsname von Dr. Atl (1875–1964), mexikanischer Künstler
- Gustavo Adolfo Murillo Rivas (* 1983), kolumbianischer Fußballschiedsrichter
- Ivan Murillo (* 1993), kolumbianischer Fußballspieler
- Jeison Murillo (* 1992), kolumbianischer Fußballspieler
- Jesús Murillo Karam (* 1947), mexikanischer Jurist und Politiker
- Jhon Murillo (Leichtathlet) (* 1984), kolumbianischer Leichtathlet
- Jhon Murillo (Fußballspieler) (* 1995), kolumbianischer Fußballspieler
- Jorge Murillo (* 1939), costa-ricanischer Bogenschütze
- José Antonio Arze Murillo (1924–2000), bolivianischer Politiker und Diplomat
- José María Murillo y Bracho (1827–1882), spanischer Maler
- José Valencia Murillo (* 1982), ecuadorianischer Fußballspieler
- Juan Murillo (* 1982), venezolanischer Radrennfahrer
- Luis Gilberto Murillo (* 1967), kolumbianischer Diplomat und Politiker
- Manuel Murillo Toro (1816–1880), kolumbianischer Politiker und Präsident von Kolumbien
- María Alejandra Murillo (* 2004), kolumbianische Leichtathletin
- María Fernanda Murillo (* 1999), kolumbianische Hochspringerin
- María Lucelly Murillo (* 1991), kolumbianische Speerwerferin
- Marino Murillo (* 1961), kubanischer Wirtschaftswissenschaftler
- Michael Murillo (* 1996), panamaischer Fußballtorhüter
- Miguel Murillo (Fußballspieler, 1898) (1898–1968), bolivianischer Fußballspieler
- Miguel Murillo (Fußballspieler, 1988) (Miguel Antonio Murillo Rivas; * 1988), kolumbianischer Fußballspieler
- Miguel Murillo (Fußballspieler, 1993) (Miguel Ángel Murillo García; * 1993), kolumbianischer Fußballspieler
- Miguel Murillo (Judoka) (* 1993), costa-ricanischer Judoka
- Oscar Murillo (* 1986), kolumbianischer Künstler
- Óscar Murillo (* 1988), kolumbianischer Fußballspieler
- Pedro Domingo Murillo (1757–1810), spanischer Milizenführer und Revolutionär in Hochperu
- Pedro Murillo Velarde (1696–1753), spanischer Jesuit und Kartograf
- Rafael Moya Murillo (1799–1864), costa-ricanischer Politiker, Präsident 1844 bis 1845
- Reynaldo Murillo (* 1982), salvadorianischer Radrennfahrer
- Rosario Murillo (* 1951), nicaraguanische Schriftstellerin, Vizepräsidentin von Nicaragua
- Rubén Murillo (* 1990), kolumbianischer Bahnradsportler